# Coryphoblennius galerita
Coryphoblennius galerita és una espècie de peix de la família dels blènnids i de l'ordre dels perciformes.

## Morfologia
- Els mascles poden assolir 7,6 cm de longitud total.[1][2]

## Reproducció
És ovípar.

## Depredadors
A les Illes Açores és depredat per Serranus atricauda.

## Hàbitat
És un peix marí de clima subtropical.

## Distribució geogràfica
Es troba al llarg de les costes de l'oest d'Anglaterra, el Canal de la Mànega, la península Ibèrica, el Marroc, França, Madeira, les Illes Canàries, el Mar Mediterrani, el Mar de Màrmara i la mar Negra.